# John Barrett
John David Barrett (Ottawa, Ontario, Kanada, 1958. július 1. –) profi jégkorongozó.

## Karrier
Mint védő játszott. Az 1978-as NHL-amatőr drafton a Detroit Red Wings választotta ki a nyolcadik kör 129. helyén. Ebben a csapatban töltötte az NHL-es karrierje döntő többségét. A bátyja, Fred Barrett is NHL-es védő volt. Mindkettőjük karrierje rövid volt a sok sérülés miatt. Egy súlyos térdsérülés miatt kellett abbahagynia a pályafutását ideje korán. John 488 mérkőzésen lépett pályára nyolc idény alatt és 20 gólt ütött, 77 asszisztot adott, 97 pontot szerzett és 604 perc büntetést kapott. Játszott még a Washington Capitalsban és Minnesota North Starsban.

## Díjai
- Turner-kupa: 1979